# L'Oréal
L'Oréal S.A. er en franskbaseret multinational virksomhed, der blev grundlagt af Eugène Schueller i 1909 og som i dag er verdens største producent af kosmetik.  Den har hovedsæde i Paris-forstaden Clichy og har aktiviteter indenfor kosmetik med fokus på hårfarver, hudpleje, solbeskyttelse, make-up, parfume og hårpleje samt indenfor dermatologi og medicin gennem en ejerandel i medicinalfirmaet Sanofi-Synthélabo. L'Oréal er desuden en af de største patentholdere indenfor nanoteknologi i USA. L'Oréal er et børsnoteret aktieselskab, hvor grundlæggerens barnebarn, Françoise Bettencourt Meyers, og schweiziske Nestlé ejer henholdsvis 30 og 28,9 procent af aktierne og dermed kontrollerer selskabet.
L'Oréals danske divison, L'Oréal Danmark A/S, er beliggende i København.

## Historie
Eugène Schueller udviklede i 1907 en innovativ hårfarve-formel, hvilket blev starten på L'Oréal. Han kaldte farven Auréole og markedsførte den til frisørerne i Paris. Først i 1909 registrerede han virksomhede, der fik navnet Société Française de Teintures Inoffensives pour Cheveux (fransk for: Frankrigs Sikre Hårfarveselskab. Principperne for virksomheden, der senere blev til L'Oréal, var forskning og innovation, der byggede på interesse for skønhed.
I løbet af 1920'erne ydede Schueller økonomisk støtte og stillede mødelokaler til rådighed for La Cagoule, der var en voldelig fascistisk og anti-kommunistisk organisation. Flere af organisationens medlemmer blev ansat i L'Oréal efter 2. verdenskrig. I 1920 beskæftigede virksomheden tre kemikere, i 1950 var antallet 100, og i dag er der mere end 3.800 medarbejdere i virksomhedens forskningsafdelinger. L'Oréal begyndte med at sælge hårfarvningsprodukter, men begyndte hurtigt også at markedsføre andre former for personlig pleje, og i dag står virksomheden bag over 500 varemærker, der sælges hos frisører og parfumerier samt i supermarkeder.
I 2006 havde L'Oréal et markedsføringsbudget på 2,2 mia. euro. En stor del heraf er tv-reklamer, i hvilke virksomhedens mærke L'Oréal Paris' slogan Because I'm worth it og i de senere år Because you're worth it optræder.

### La Roche-Posay
Varemærkeet La Roche-Posay eksisterede oprindeligt som selvstændig virksomhed.
La Roche-Posay er til stede i mere end 50 lande verden over og er en del af L’Oréal-koncernen og markedsføres under området ”Active Cosmetics Division”.
Grundlagt i 1928, produceredes produkter til patienter, der havde været på behandlingscenteret i den lille franske by La Roche-Posay.
I 1975 blev besluttet kun at fremstille produkter, der ville kunne godkendes af hudlæger og dermatologer.
1999 opkøbes makeup-mærket PHAS, og i 2002 Biomedic, producent af cremer og scrubs til peeling af huden.

## Kritik og kontroverser
L'Oréal har adskillige gange fået kritik for sin brug af dyreforsøg, bl.a. af Naturewatch Compassionate Shopping. Da L'Oréal i 2006 overtog kosmetikkæden The Body Shop for 652 mio. pund blev kædens stifter, Anita Roddick, således beskyldt for at have forladt sine principper, og kæden blev gjort til genstand for en boykot.
I bestselleren L'Oreal Stole My Home fra 2006 fortæller den jødiske Monica Waitzfelder historien om, hvordan det historisk antisemistiske L'Oreal, efter at nazisterne havde deporteret familien Waitzfelder, overtog dens hjem i Karlsruhe og omdannede det til sit tyske hovedkvarter. Waitzfelder-familien har haft en livslang kamp mod Frankrigs domstole for at få kompensation, og sagen kommer nu for Den Europæiske Menneskerettighedsdomstol.
Det tyske nyhedsmagasin Der Spiegel afslørede i oktober 2005, at L'Oréals parfumer næsten udelukkende indeholder billige syntetiske duftstoffer og at fremstillingsomkostningerne således udgjorde mindre end tre procent af salgsprisen. I artiklen kom det også frem, at flere af produkterne indeholdt phtalater, der skader forplantningsevnen, og phenylendiamin, der er et særdeles agressivt allergen.
Forbrugerrådet anlagde i september 2006 et retssag mod L'Oréal på baggrund af at en forbruger, Jane Pape, havde pådraget sig voldsomme allergiskader efter en hårfarvning med L'Oréal Excellence. Procesbevillingsnævnet gav fri proces grundet sagens stærkt principielle karakter. Forinden havde L'Oréal forsøgt at købe sig til tavshed ved at betale erstatning udenom retssystemet – en procedure, som selskabet også tidligere har anvendt i lignende sager. Jane Pape og Forbrugerrådet endte med at tabe sagen, da den blev endeligt afgjort ved Østre Landsret i 2011.
Therapeutic Goods Administration, der er en tilsynsmyndighed under Australiens sundhedsministerium, tvang i maj 2007 L'Oréal og en række andre produkter til at trække reklamer tilbage, fordi de hævede at produkterne var i stand til fjerne rynker. Det viste sig at være vildledende markedsføring.
I juli 2007 blev et rekrutteringsfirma og Garnier, der er en del af L'Oréal, ved en fransk appelret idømt en bøde på 30.000 euro og direktører for virksomhederne betingede fængselsstraffe for en ansættelsespraksis, der var racediskrimerende, idet den udelukkede ikke-hvide kvinder fra at medvirke i reklamer for shampooen Fructis Style. Kravet fremgik af jobannoncen.
Det britiske reklametilsyn, Advertising Standards Authority, fastslog i 2007, at var vildledende markedsføring, da L'Oréal i tv-reklamer for mascaraen Telescopic hævdede, at mascaraen ville gøre øjenvipperne 60 procent længere. I virkeligheden fik mascaren vipperne til at se 60 procent større ud ved at dele dem og gøre dem tykkere ved roden og i spidserne. L'Oréal 'glemte' desuden at nævne, at Penélope Cruz, der medvirkede i reklamen, bar kunstige øjenvipper.
I september 2007 lagde L'Oréal sag an mod amerikanske Ebay, fordi webstedet ifølge L'Oréal ikke gør nok for at begrænse salget af kopivarer. Sagen blev anlagt både i Frankrig, Tyskland, Storbritannien, Spanien og Belgien.
Sangerinden Beyoncé medvirkede i sommeren 2008 i en reklame for L'Oréal, hvor hendes hud var blevet retoucheret markant hvidere end dens naturlige mørke farve. L'Oréal afviste dog pure at have gjort sangerens hud hvidere
I 2016 fik L'Oréal sammen med 12 andre multinationale selskaber en bøde på op mod 1 milliard euro af de franske konkurrencemyndigheder for i perioden fra 2003 til 2006 at have aftalt priser på en lang række mærkevarer.